# 연산군 (1962년 영화)
"연산군"(燕山君)은 1962년 개봉된 대한민국의 영화이다. 감독은 신상옥이며, 박종화의 "금삼의 피"를 원작으로 임희재가 각색했다.

## 줄거리
왕위에 오른 연산군은 폐비가 된 윤씨의 소생이다. 그는 선왕 성종의 사약을 받고 목숨을 버린 생모(生母)의 원한을 풀어 주려고 다시 비(妃)로 복위(復位)시킬 것을 시도하지만, 대신들의 반대로 뜻을 이루지 못한다. 그래서, 연산은 차차 방탕한 생활 속에 몸을 던진다. 하지만, 그의 머릿속에는 원한 속에 죽어간 생모의 생각이 하루도 떠날 날이 없었고, 즉위 후 선정을 베풀던 연산은 폭군으로 변해버린다.

## 배역
- 신영균 : 연산군 역
- 최은희 : 신비 역
- 신성일 : 진성대군 역
- 김동원 : 성종 역
- 주증녀 : 폐비 윤씨 역
- 한은진 : 신씨 역
- 허장강 : 제안대군 역
- 김진규 : 박원종 역
- 도금봉 : 장녹수 역
- 전옥 : 인수대비 역
- 최남현 : 박승학 참판 역
- 김희갑 : 김자원 역
- 이예춘 : 임사홍 역
- 남궁원 : 황윤헌 역
- 황정순 : 계비 윤씨 역
- 이민자
- 윤인자
- 유계선
- 이경희
- 김신재
- 김혜정
- 이빈화
- 김삼화
- 전영주
- 이향자
- 임예심
- 주선태
- 구봉서
- 양훈
- 최삼
- 김현주
- 김효심

## 감상 및 평가
인간 연산의 고독과 비극적인 삶에 초점을 맞추었다. 연산 역의 신영균의 연기가 부자연스러워 보이나 그런대로 열연을 하였고, 특히 화려한 의상, 궁중 세트 장면의 처리는 미술전공자인 신상옥의 예술적 취향을 살렸다고 평가되기도 한다.

## 수상
- 1962년 제1회 대종상
  - 최우수작품상
  - 남우주연상 - 신영균
  - 여우조연상 - 한은진
  - 촬영상 - 배성학
  - 음악상 - 정윤주
  - 조명상 - 이계창
  - 녹음상 - 이경순
  - 미술상 - 정우택
- 1963년 제6회 부일영화상
  - 남우주연상 - 신영균
  - 남우조연상 - 허장강
  - 미술상 - 정우택
- 제9회 아시아영화제
  - 미술상 - 정우택